# Eckhard Uhlenberg

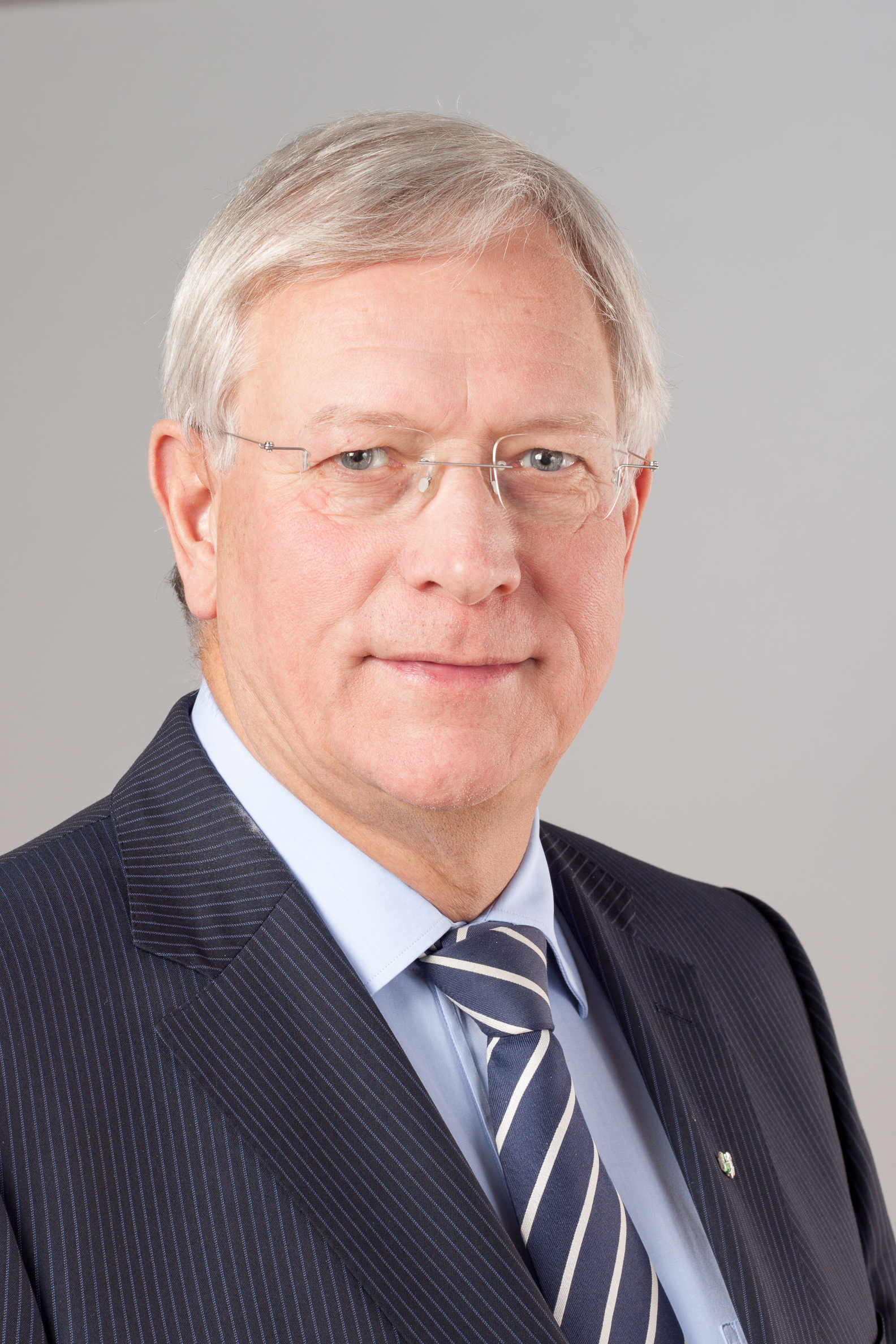
Eckhard Uhlenberg (2013)

Eckhard Uhlenberg (* 16. Februar 1948 in Werl) ist ein deutscher Politiker (CDU). Er war von Juni 2005 bis Juli 2010 Minister für Umwelt und Naturschutz, Landwirtschaft und Verbraucherschutz in Nordrhein-Westfalen. Er war von Juli 2010 bis Mai 2012 Präsident des Landtages der 15. Wahlperiode von Nordrhein-Westfalen. Von Mai 2012 bis Mai 2017 war er 1. Vizepräsident des Landtags. Er ist seit Oktober 2017 Präsident der NRW-Stiftung.

## Werdegang
Er schloss 1962 die Volksschule ab und machte 1962 bis 1965 eine Landwirtschaftslehre. Es folgte der Besuch der Landvolkshochschule Hardehausen und der Landjugendakademie Fredeburg. Landwirtschaftsmeister ist er seit 1974 und als selbständiger Landwirt tätig. Er ist verheiratet, hat drei Kinder und wohnt auf seinem Bauernhof im Werler Ortsteil Büderich.

## Politische Laufbahn
Eckhard Uhlenberg ist seit 1968 Mitglied der CDU. Von 1970 bis 1974 war er Vorsitzender des Kreisverbandes Soest der Jungen Union und von 1972 bis 1976 Mitglied des JU-Landesvorstandes Westfalen-Lippe und des JU-Deutschlandrates. Von 1977 bis 1995 amtierte er als Vorsitzender des CDU-Kreisverbandes Soest. Von 1985 bis 2011 war er Bezirksvorsitzender der CDU Südwestfalen und von 1986 bis 2010 stellvertretender Landesvorsitzender der CDU Nordrhein-Westfalen. Von 1975 bis 2005 gehörte Eckhard Uhlenberg dem Kreistag Soest an. Von 1992 bis 2005 war er Vorsitzender des CDU-Landesagrarausschusses NRW sowie von 1990 bis 2010 Vorsitzender des Arbeitskreises Landwirtschaft, Forsten und Naturschutz der CDU-Landtagsfraktion.
Von 1980 bis 1985 war er Abgeordneter des Landtags Nordrhein-Westfalen. Seit 1990 gehörte er erneut dem Landtag an und war dort stellvertretender Vorsitzender der CDU-Landtagsfraktion. Am 24. Juni 2005 wurde Uhlenberg nach dem historischen Wahlsieg der CDU, dem ersten seit mehreren Jahrzehnten, in die neue Landesregierung NRW unter Jürgen Rüttgers berufen (siehe auch Kabinett Rüttgers) und zum Minister für Umwelt und Naturschutz, Landwirtschaft und Verbraucherschutz ernannt. Dieses Amt verlor er nach der Wahl 2010, die die schwarz-gelbe Regierung verlor, im Juli 2010 wieder.
Da die CDU dennoch stärkste Partei geworden war, war er von 2010 bis 2012 Präsident des 15. Landtags von Nordrhein-Westfalen. Nach der Konstituierung des 16. Landtags von Nordrhein-Westfalen war er infolge des deutlichen SPD-Wahlsieges im Jahr 2012 Vizepräsident. Zur Wahl des 17. Landtages 2017 trat Uhlenberg nicht mehr an und schied mit Konstituierung des neuen Landtages am 1. Juni 2017 aus der aktiven Politik aus.

## Trinkwasserkontamination an der Ruhr
Im Zusammenhang mit der Entlassung und der Untersuchungshaft des Ministerialbeamten Harald Friedrich 2006 wurden gegen Uhlenberg Vorwürfe erhoben, nicht ausreichend gegen die Kontamination durch PFT und weiterer Gifte vorgegangen zu sein und den vorgeschlagenen Einsatz von Membran-Nanofiltration nicht unterstützt sowie stattdessen gegen den Nanotechnik fordernden Abteilungsleiter seines Ministeriums Friedrich Anzeige erstattet zu haben, die der anschließende Untersuchungsausschuss des Landtages Nordrhein-Westfalen trotz des immensen Aufwands als unbegründet beurteilte.

## Die Causa Klausner
Im Januar 2007 richtete der Orkan Kyrill in den Wäldern Nordrhein-Westfalens erhebliche Schäden an, etwa 25 Millionen Bäumen (12 Millionen Kubikmeter Holz) fielen dem Sturm zum Opfer. „Danach schloss der damalige NRW-Umweltminister Eckhard Uhlenberg (CDU) mit dem österreichischen Holzkonzern Klausner weitreichende Verträge. Der Konzern kaufte nicht nur das Sturmholz zu einem Festpreis auf, sondern das Land NRW verpflichtete sich im Gegenzug, bis 2014 zu günstigen Konditionen und in großem Umfang Holz zu liefern. Und zwar deutlich mehr, als überhaupt pro Jahr im NRW-Staatswald geschlagen werden kann.“
2009 stellte NRW die Holzlieferungen ein, weil die nachfolgende rot-grüne Landesregierung die Rechtmäßigkeit der Verträge in Frage stellte. Daraufhin verklagte der Klausner-Konzern das Land NRW mit einem Streitwert von 120 Millionen Euro (Schadenersatz in Höhe von 56 Millionen Euro und die Lieferung von 1,5 Millionen Festmeter Fichtenstammholz), was einen langwierigen Rechtsstreit zur Folge hatte. Das OLG Hamm urteilte, dass die Verträge rechtens seien. Das Land wollte nun von der EU-Kommission klären lassen, ob es sich um versteckte Beihilfen und somit um einen Verstoß gegen das EU-Wettbewerbsrecht handelt. Die Schadenersatzklage von Klausner war dann am LG Münster anhängig, das im September 2014 entschied, das Verfahren auszusetzen und den Europäischen Gerichtshof einzuschalten. Am 11. November 2015 verkündete der Europäische Gerichtshof (EuGH) sein Urteil in der Causa Klausner, dass in diesem Fall das EU-Recht das nationale Recht bricht. Es wird aber Sache der EU-Kommission sein, zu entscheiden, ob die Verträge gegen EU-Wettbewerbsrecht verstoßen. Um Schaden von dem Land NRW abzuwenden, ließen sich die von Eckhard Uhlenberg geschlossenen Verträge nur durch einen jahrelangen Rechtsstreit vorläufig annullieren, der darauf zielte, dass die Verträge eine verbotene staatliche Beihilfe darstellen und daher nicht bindend seien.

## Wahlkreis
Eckhard Uhlenberg hat den Wahlkreis Soest I bei der Landtagswahl 2005 mit 52,2 %, bei der Landtagswahl 2010 mit 48,8 % und bei der Landtagswahl 2012 mit 41,8 % der Erststimmen gewonnen.

## Sonstige Ämter
Seit 1980 ist er Beirat der Justizvollzugsanstalt Werl. Von 1999 bis 24. Juni 2005 war er stellvertretender Vorsitzender des Verwaltungsrates des WDR. Seit 2000 ist er Aufsichtsratsvorsitzender der Saline Bad Sassendorf. Uhlenberg war 2000 Mitglied im Aufsichtsrat der Westfleisch e.G. und bis 2004 im Aufsichtsrat der Westfleisch Finanz AG. Seit Oktober 2017 fungiert Uhlenberg als Präsident der NRW-Stiftung. Uhlenberg ist Aufsichtsratsvorsitzender bei der LVM Versicherung.